# Transformation euclidienne
En mathématiques, une transformation euclidienne ou isométrie euclidienne est une transformation géométrique d'un espace euclidien qui conserve la distance euclidienne entre chaque couple de points.
Les transformations euclidiennes incluent les isométries, comme les rotations, les translations, les réflexions ou toute suite de compositions de celles-ci. Les réflexions sont parfois exclues de la définition d'une transformation euclidienne en exigeant que la transformation préserve également la latéralité des objets dans l'espace euclidien. (une réflexion ne préserverait pas la latéralité ; par exemple, elle transformerait une main gauche en main droite). Pour éviter toute ambiguïté, une transformation qui préserve la latéralité est connue sous le nom de mouvement rigide, de mouvement euclidien ou de transformation rigide propre.
Dans un espace en deux dimensions, un mouvement rigide est soit une translation, soit une rotation. En trois dimensions, tout mouvement rigide peut être décomposé comme la composition d'une rotation et d'une translation, et est donc parfois appelé rototranslation . Dans ce cas, tous les mouvements rigides sont également des  torseurs (c'est le théorème de Chasles ).
En trois dimensions au plus, toute transformation euclidienne impropre peut être décomposée en une antirotation suivie d'une translation, ou en une suite de symétries axiales.
Tout objet conservera la même forme et la même taille après une transformation euclidienne appropriée.
Toutes les transformations euclidiennes sont des exemples de transformations affines. L'ensemble de toutes les transformations euclidiennes (propres et impropres) est un groupe mathématique appelé groupe euclidien, noté E(n) pour les espaces euclidiens de dimension n . L'ensemble des mouvements rigides est appelé groupe euclidien spécial et noté SE(n) .
En cinématique, les mouvements rigides dans un espace euclidien tridimensionnel sont utilisés pour représenter les déplacements de corps indéformable. Selon le théorème de Chasles, toute transformation euclidienne peut être exprimée comme un torseur.

## Définition formelle
Une transformation euclidienne est formellement définie comme une transformation qui, lorsqu'elle agit sur un vecteur v, produit un vecteur transformé T(v) de la forme
T(v) = Rv + t
où RT = R−1 (c'est-à-dire que R est un opérateur orthogonal), et t est un vecteur donnant la translation de l'origine.
Une transformation euclidienne appropriée a, en outre,
det(R) = 1
ce qui signifie que R ne produit pas de symétrie et représente donc une rotation (une transformation orthogonale préservant l'orientation). En effet, lorsqu’une matrice de transformation orthogonale produit une symétrie axiale, son déterminant est −1.

## Formule de distance
Une mesure de la distance entre les points, ou métrique, est nécessaire pour confirmer qu'une transformation est euclidienne. La formule de la distance euclidienne pour Rn est la généralisation du théorème de Pythagore. La formule donne la distance au carré entre deux points X et Y comme la somme des carrés des distances le long des axes de coordonnées, c'est-à-dire {\displaystyle d\left(\mathbf {X} ,\mathbf {Y} \right)^{2}=\left(X_{1}-Y_{1}\right)^{2}+\left(X_{2}-Y_{2}\right)^{2}+\dots +\left(X_{n}-Y_{n}\right)^{2}=\left(\mathbf {X} -\mathbf {Y} \right)\cdot \left(\mathbf {X} -\mathbf {Y} \right).} où X = (X1, X2, ..., Xn) et Y = (Y1, Y2, ..., Yn), et le point désigne le produit scalaire.
En utilisant cette formule de distance, la définition de la transformation euclidienne g : Rn → Rn se traduit par la propriété, {\displaystyle d(g(\mathbf {X} ),g(\mathbf {Y} ))^{2}=d(\mathbf {X} ,\mathbf {Y} )^{2}.}

## Translations et transformations linéaires
Une translation d'un espace vectoriel ajoute un vecteur d à chaque vecteur de l'espace, ce qui signifie qu'il s'agit de la transformation
g(v) = v + d
Il est facile de montrer qu'il s'agit d'une transformation euclidienne en montrant que la distance entre les vecteurs traduits est égale à la distance entre les vecteurs d'origine : {\displaystyle d(\mathbf {v} +\mathbf {d} ,\mathbf {w} +\mathbf {d} )^{2}=(\mathbf {v} +\mathbf {d} -\mathbf {w} -\mathbf {d} )\cdot (\mathbf {v} +\mathbf {d} -\mathbf {w} -\mathbf {d} )=(\mathbf {v} -\mathbf {w} )\cdot (\mathbf {v} -\mathbf {w} )=d(\mathbf {v} ,\mathbf {w} )^{2}.}
Une transformation linéaire d'un espace vectoriel, L : Rn → Rn, préserve les combinaisons linéaires, {\displaystyle L(\mathbf {V} )=L(a\mathbf {v} +b\mathbf {w} )=aL(\mathbf {v} )+bL(\mathbf {w} ).} Une transformation linéaire L peut être représentée par une matrice, ce qui signifie
L : v → [L]v
où [L] est une matrice n×n .
Une transformation linéaire est une transformation euclidienne si elle satisfait la condition, {\displaystyle d([L]\mathbf {v} ,[L]\mathbf {w} )^{2}=d(\mathbf {v} ,\mathbf {w} )^{2},} soit{\displaystyle d([L]\mathbf {v} ,[L]\mathbf {w} )^{2}=([L]\mathbf {v} -[L]\mathbf {w} )\cdot ([L]\mathbf {v} -[L]\mathbf {w} )=([L](\mathbf {v} -\mathbf {w} ))\cdot ([L](\mathbf {v} -\mathbf {w} )).} On utilise maintenant le fait que le produit scalaire de deux vecteurs v et w peut être écrit comme l'opération matricielle vTw, où l'exposant T désigne l'opération de transposition, on a {\displaystyle d([L]\mathbf {v} ,[L]\mathbf {w} )^{2}=(\mathbf {v} -\mathbf {w} )^{\mathsf {T}}[L]^{\mathsf {T}}[L](\mathbf {v} -\mathbf {w} ).} Ainsi, la transformation linéaire L est rigide si sa matrice satisfait la condition {\displaystyle [L]^{\mathsf {T}}[L]=[I],} où [I] est la matrice identité. Les matrices qui satisfont cette condition sont appelées matrices orthogonales. Cette condition nécessite en fait que les colonnes de ces matrices soient des vecteurs unitaires orthogonaux.
Les matrices qui satisfont cette condition forment un groupe mathématique sous l'opération de multiplication matricielle appelé groupe orthogonal des matrices n×n et noté O(n) .
Calculer le déterminant de la condition pour une matrice orthogonale pour obtenir {\displaystyle \det \left([L]^{\mathsf {T}}[L]\right)=\det[L]^{2}=\det[I]=1,} ce qui montre que la matrice [L] peut avoir un déterminant soit +1 soit −1. Les matrices orthogonales avec un déterminant égal à −1 sont des réflexions, et celles avec un déterminant +1 sont des rotations. On peut noter que l'ensemble des matrices orthogonales peut être considéré comme constitué de deux variétés dans Rn×n séparées par l'ensemble des matrices singulières.
L'ensemble des matrices de rotation est appelé groupe orthogonal spécial et noté SO(n) . C'est un exemple de groupe de Lie car il a la structure d'une variété.